# Olbia Calcio 1997-1998
Questa pagina raccoglie le informazioni riguardanti l'Olbia Calcio nelle competizioni ufficiali della stagione 1997-1998.

## Rosa
| N. |                   | Ruolo | Calciatore              |
| -- | ----------------- | ----- | ----------------------- |
|    | Italia (bandiera) | C     | Cristiano Bacci         |
|    | Italia (bandiera) | C     | Bruno Baldari           |
|    | Italia (bandiera) | C     | Daniele Bencistà        |
|    | Italia (bandiera) | C     | Davide Bolognesi        |
|    | Italia (bandiera) | C     | Massimiliano Calcagno   |
|    | Italia (bandiera) | C     | Luca Caocci             |
|    | Italia (bandiera) | D     | Giovanni Ciaddu         |
|    | Italia (bandiera) | P     | Bruno Contu             |
|    | Italia (bandiera) |       | Giovanni Michele Desole |
|    | Italia (bandiera) | D     | Stefano Di Gioia        |
|    | Italia (bandiera) | C     | Alessandro Farina       |

| N. |                   | Ruolo | Calciatore               |
| -- | ----------------- | ----- | ------------------------ |
|    | Italia (bandiera) | D     | Carmine Fruguglietti     |
|    | Italia (bandiera) | A     | Michele Mannu            |
|    | Italia (bandiera) | D     | Massimo Maurizio Mariani |
|    | Italia (bandiera) | A     | Luigi Molino             |
|    | Italia (bandiera) | D     | Andrea Persia            |
|    | Italia (bandiera) | A     | Claudio Pierantozzi      |
|    | Italia (bandiera) |       | Antonio Pileri           |
|    | Italia (bandiera) | P     | Giampaolo Pinna          |
|    | Italia (bandiera) | A     | Giovanni Maria Rassu     |
|    | Italia (bandiera) | P     | Mario Scanu              |
|    | Italia (bandiera) |       | Giovanni Serreri         |